# ʶ
Cette page contient des caractères spéciaux ou non latins. S’ils s’affichent mal (▯, ?, etc.), consultez la page d’aide Unicode.
ʶ, appelée petite capitale r renversé en exposant, petite capitale r renversé supérieur ou lettre modificative petite capitale r renversé, est un symbole utilisé dans l’alphabet phonétique international. Il est formé de la lettre petite capitale r renversé mise en exposant.

## Utilisation
La petite capitale r renversé en exposant est utilisée dans l’alphabet phonétique international pour indiquer la prononciation uvulaire d’une voyelle ou d’une consonne, par exemple [ɑʶ] ou [ɔʶ] dans le dialecte anglais de Northumbria.

## Représentations informatiques
La lettre modificative petite capitale r renversé peut être représenté avec les caractères Unicode suivants (Lettres modificatives avec chasse) :
| formes       | représentations | chaînes de caractères | points de code | descriptions                                             | note                            |
| ------------ | --------------- | --------------------- | -------------- | -------------------------------------------------------- | ------------------------------- |
| modificative | ʶ               | ʶ                     | U+02B6         | lettre modificative minuscule petite capitale r renversé | codé pour le symbole phonétique |